# 范熊
范熊（—284年）是占城第一王朝國王。他是林邑國建立者區連的外孫。區連死後，林邑國傳數世，無嗣，由范熊繼位。
269年（東吳建衡元年），范熊聯合扶南進攻東吳，東吳皇帝孫皓遣監軍虞汜、威南將軍薛珝、蒼梧太守陶璜、監軍李勖、督軍徐存等人攻打范熊。271年，東吳軍隊佔領交州，殺晉朝守將；隨後遠征林邑。范熊奉表東吳，表示願意服屬於東吳。范熊死後，由子范逸嗣位。